# 安娜·哈里森
安娜·哈里森（英語：Anna Harrison，1983年4月15日—），新西兰女子沙滩排球、篮网球运动员。她曾代表新西兰参加2006年、2010年和2014年英联邦运动会篮网球比赛，获得二枚金牌和一枚银牌。